# Dirphya argenteovittata
Dirphya argenteovittata är en skalbaggsart. Dirphya argenteovittata ingår i släktet Dirphya och familjen långhorningar.

## Underarter
Arten delas in i följande underarter:
- D. a. argenteovittata
- D. a. fuscicornis